# Cenostigma
Cenostigma é um género botânico pertencente à família Fabaceae, com catorze espécies, entre elas:
- Cenostigma marginatum
- Cenostigma pyramidale (catingueira)
- Cenostigma pluviosum (sibipiruna)
  - Cenostigma pluviosum var. peltophoroides (sibipiruna)